# Трагедія в Налібоках
Трагедія в Налібоках (біл. Трагедыя ў Налібоках) — бійня, вчинена радянськими партизанами над цивільним населенням заселеного поляками села Налібоки (в Налібоцький пущі, нині територія Білорусі) 8 травня 1943 року. У результаті розправи загинуло 128 осіб, включаючи трьох жінок, кількох підлітків і 10-річного хлопчика. Причиною нападу стала співпраця місцевого населення з польською Армією Крайовою. За даними Інституту національної пам'яті Польщі, місцевому осередку було в ультимативній формі запропоновано підкоритися партизанському центру в Москві, але ті відмовилися, що і послужило приводом для карального рейду. Безпосередньо розправі передувала перестрілка партизанів з місцевими жителями Після масового вбивства партизани викрали з села 100 корів і 70 коней.
У звіті радянських партизанів було зазначено, що в бою в селі нібито розбитий німецький гарнізон самооборони. Було також встановлено, що сили самооборони в Налібоках у вигляді збройного осередку Армії Крайової діяли під контролем окупаційної влади і співпрацювали з ними. За спогадами в'язня Мінського гетто Михайла Окуня, в 1943 році «дуже багато партизанів загинуло від рук цих аківців, і з ними почалася війна».
Трагічні події в Налібоках привернули увагу громадської думки на початку XXI століття у зв'язку зі створенням голлівудського фільму Виклик (2008) про Бєльських єврейських партизанів, яких підозрювали в розправі над поляками.